# Niban Rock
Niban Rock är en kulle i Antarktis. Den ligger i Östantarktis. Norge gör anspråk på området.
Terrängen runt Niban Rock är huvudsakligen kuperad, men den allra närmaste omgivningen är platt. Havet är nära Niban Rock åt nordväst. Trakten är obefolkad. Det finns inga samhällen i närheten.